# Spondylus americanus
Spondylus americanus är en musselart som beskrevs av Hermann 1781. Spondylus americanus ingår i släktet Spondylus och familjen Spondylidae. Inga underarter finns listade i Catalogue of Life.